# Campeonato Europeo de Atletismo en Pista Cubierta de 2005
El XXVIII Campeonato Europeo de Atletismo en Pista Cubierta se celebró en Madrid (España) entre el 4 y el 6 de marzo de 2005 bajo la organización de la Asociación Europea de Atletismo (AEA) y la Real Federación Española de Atletismo.
Las competiciones se llevaron a cabo en el Palacio de Deportes de la Comunidad de Madrid. Participaron 560 atletas de 42 federaciones nacionales afiliadas a la AEA.

## Resultados

### Masculino
| Evento                    | Oro                                                                  | Plata                                                                              | Bronce                                                                                        |
| ------------------------- | -------------------------------------------------------------------- | ---------------------------------------------------------------------------------- | --------------------------------------------------------------------------------------------- |
| 60 m (05.03)              | Jason Gardener Reino Unido 6,55 s                                    | Ronald Pognon Francia 6,62 s                                                       | Kostiantyn Vasiukov · Ucrania · 6,62 s                                                        |
| 200 m (06.03)             | Tobias Unger · Alemania · 20,53                                      | Chris Lambert Reino Unido 20,69                                                    | Marcin Urbaś · Polonia · 21,04                                                                |
| 400 m (05.03)             | David Gillick Irlanda 46,30                                          | David Canal · España · 46,64                                                       | Sebastian Gatzka · Alemania · 46,88                                                           |
| 800 m (06.03)             | Dimitri Bogdanov · Rusia · 1:48,61                                   | Antonio Manuel Reina · España · 1:48,76                                            | Juan de Dios Jurado · España · 1:49,11                                                        |
| 1500 m (06.03)            | Ivan Heshko · Ucrania · 3:36,70                                      | Juan Carlos Higuero · España · 3:37,98                                             | Reyes Estévez · España · 3:38,90                                                              |
| 3000 m (05.03)            | Alistair Cragg Irlanda 7:46,32                                       | John Mayock Reino Unido 7:51,46                                                    | Reyes Estévez · España · 7:51,65                                                              |
| 60 m vallas (06.03)       | Ladji Doucouré Francia 7,50                                          | Felipe Vivancos · España · 7,61                                                    | Robert Kronberg · Suecia · 7,65                                                               |
| Salto de altura (06.03)   | Stefan Holm · Suecia · 2,40 m                                        | Yaroslav Ribakov · Rusia · 2,38 m                                                  | Pavel Fomenko · Rusia · 2,32 m                                                                |
| Salto con pértiga (05.03) | Igor Pavlov · Rusia · 5,90                                           | Denis Yurchenko · Ucrania · 5,85                                                   | Tim Lobinger · Alemania · 5,80                                                                |
| Salto de longitud (06.03) | Joan Lino Martínez · España · 8,37                                   | Bogdan Ţăruş · Rumania · 8,14                                                      | Volodimir Ziuskov · Ucrania · 7,99                                                            |
| Salto triple (05.03)      | Igor Spasovjodski · Rusia · 17,20                                    | Mikola Savolainen · Ucrania · 17,01                                                | Alexander Petrenko · Rusia · 16,98                                                            |
| Peso (05.03)              | Joachim Olsen Dinamarca 21,19                                        | Rutger Smith · Países Bajos · 20,79                                                | Manuel Martínez · España · 20,51                                                              |
| 4 × 400 m (06.03)         | Francia Richard Maunier Remi Wallard Brice Panel Marc Raquil 3:07,90 | Reino Unido Dale Garland Daniel Cossins Richard Davenport Gareth Warburton 3:09,53 | Rusia · Andrei Polukeyev · Alexander Usov · Dimitri Forshev · Alexander Broshchenko · 3:09,63 |
| Heptatlón (06.03)         | Roman Šebrle · República Checa · 6.232 pts.                          | Alexander Pogorelov · Rusia · 6.111 pts.                                           | Roland Schwarzl · Austria · 6.064 pts.                                                        |

### Femenino
| Evento                    | Oro                                                                                       | Plata                                                                                     | Bronce                                                                          |
| ------------------------- | ----------------------------------------------------------------------------------------- | ----------------------------------------------------------------------------------------- | ------------------------------------------------------------------------------- |
| 60 m (05.03)              | Kim Gevaert · Bélgica · 7,16 s                                                            | Georgia Kokloni · Grecia · 7,18 s                                                         | Maria Karastamati · Grecia · 7,25 s                                             |
| 200 m (06.03)             | Ivet Lalova Bulgaria 22,91                                                                | Karin Mayr-Krifka · Austria · 22,94                                                       | Jacqueline Poelman · Países Bajos · 23,42                                       |
| 400 m (05.03)             | Svetlana Pospelova · Rusia · 50,41                                                        | Sviatlana Usovich · Bielorrusia · 50,55                                                   | Irina Rosijina · Rusia · 52,05                                                  |
| 800 m (06.03)             | Larisa Chzhao · Rusia · 1:59,97                                                           | Maite Martínez · España · 2:00,52                                                         | Natalia Tsiganova · Rusia · 2:01,62                                             |
| 1500 m (05.03)            | Elena Iagăr · Rumania · 4:03,09                                                           | Corina Dumbrăvean · Rumania · 4:05,88                                                     | Hind Dehiba Francia 4:07,20                                                     |
| 3000 m (06.03)            | Lidia Chojecka · Polonia · 8:43,76                                                        | Susanne Pumper · Austria · 8:47,74                                                        | Sabrina Mockenhaupt · Alemania · 8:47,76                                        |
| 60 m vallas (06.03)       | Susanna Kallur · Suecia · 7,80                                                            | Jenny Kallur · Suecia · 7,99                                                              | Kirsten Bolm · Alemania · 8,00                                                  |
| Salto de altura (05.03)   | Anna Chicherova · Rusia · 2,01 m                                                          | Ruth Beitia · España · 1,99 m                                                             | Venelina Veneva Bulgaria 1,97 m                                                 |
| Salto con pértiga (06.03) | Yelena Isinbáyeva · Rusia · 4,90                                                          | Anna Rogowska · Polonia · 4,75                                                            | Monika Pyrek · Polonia · 4,70                                                   |
| Salto de longitud (05.03) | Naide Gomes Portugal 6,70                                                                 | Stillani Pilatou · Grecia · 6,64                                                          | Adina Anton · Rumania · 6,59                                                    |
| Salto triple (06.03)      | Viktoria Gurova · Rusia · 14,74                                                           | Magdelin Martinez · Italia · 14,54                                                        | Carlota Castrejana · España · 14,45                                             |
| Peso (05.03)              | Nadezhda Ostapchuk · Bielorrusia · 19,37                                                  | Krystyna Zabawska · Polonia · 18,96                                                       | Olga Riabinkina · Rusia · 18,83                                                 |
| 4 × 400 m (06.03)         | Rusia · Tatiana Levina · Yulia Pechonkina · Irina Rosijina · Svetlana Pospelova · 3:28,00 | Polonia · Anna Pacholak · Monika Bejnar · Marta Chrust-Rozej · Małgorzata Pskit · 3:29,37 | Reino Unido Melanie Purkiss Donna Fraser Catherine Murphy Lee McConnell 3:29,81 |
| Pentatlón (04.03)         | Carolina Klüft · Suecia · 4.948 pts.                                                      | Kelly Sotherton Reino Unido 4.733 pts.                                                    | Natallia Dobrynska · Ucrania · 4.667 pts.                                       |

## Medallero
| Núm. | País            | Oro | Plata | Bronce | Total |
| ---- | --------------- | --- | ----- | ------ | ----- |
| 1    | Rusia           | 9   | 2     | 6      | 17    |
| 2    | Suecia          | 3   | 1     | 1      | 5     |
| 3    | Francia         | 2   | 1     | 1      | 4     |
| 4    | Irlanda         | 2   | 0     | 0      | 2     |
| 5    | España          | 1   | 6     | 5      | 12    |
| 6    | Reino Unido     | 1   | 4     | 1      | 6     |
| 7    | Polonia         | 1   | 3     | 2      | 6     |
| 8    | Ucrania         | 1   | 2     | 3      | 6     |
| 9    | Rumania         | 1   | 2     | 1      | 4     |
| 10   | Bielorrusia     | 1   | 1     | 0      | 2     |
| 11   | Alemania        | 1   | 0     | 4      | 5     |
| 12   | Bulgaria        | 1   | 0     | 1      | 1     |
| 13   | Bélgica         | 1   | 0     | 0      | 1     |
| 13   | Dinamarca       | 1   | 0     | 0      | 1     |
| 13   | Portugal        | 1   | 0     | 0      | 1     |
| 13   | República Checa | 1   | 0     | 0      | 1     |
| 17   | Austria         | 0   | 2     | 1      | 3     |
| 17   | Grecia          | 0   | 2     | 1      | 3     |
| 19   | Países Bajos    | 0   | 1     | 1      | 2     |
| 20   | Italia          | 0   | 1     | 0      | 1     |
|      | TOTAL           | 28  | 28    | 28     | 84    |